# Hekima University College
Hekima University College es una universidad jesuita de estudios en teología de Nairobi, Kenia, afiliada a la Universidad católica de África Oriental. Abrió en 1984 principalmente como seminario para jesuitas que estudiaban para ser sacerdotes y desde entonces se ha expandido. En 2004 abrió el Instituto de Estudios de Paz y Relaciones Internacionales (HIPSIR).

## Historia
Comenzó como una escuela inglesa jesuita de teología en el África subsahariana para quienes estudian para el sacerdocio, ofreciendo los mismos cursos y programas para laicos, hombres y mujeres.  En 2015 el programa de teología de pregrado atendió hombres y mujeres laicos y de catorce congregaciones religiosas. La iniciativa HIPSIR del Colegio fue acreditada por la Comisión de Educación Universitaria desde 2007.
Los programas que ofrece son Licenciado en Teología (BTh) y Diploma de Postgrado en Teología Pastoral. Sus cursos son un Programa de Formación Teológica de los Laicos, un Retiro dirigido ignaciano, un Retiro dirigido y un Certificados en Gestión, en Pensamiento social católico y consolidación de la paz, en Liderazgo y gestión de transformación posconflicto a través de HIPSIR.

## Instituto Histórico Jesuita en África
La universidad también alberga el Instituto Histórico Jesuita en África (JHIA), que desde 2010 se dedica a preservar el registro de la participación de los misioneros jesuitas en África.

## Instituto de Estudios de Paz
En 2004, Hekima inauguró el Instituto de Estudios de Paz y Relaciones Internacionales de Hekima (HIPSIR). Ofrece una Maestría en Artes (MA) en resolución de conflictos y justicia transicional en África poscolonial, así como cursos de certificación en temas relacionados. También patrocina conferencias y foros que reúnen a expertos de todo el continente y del extranjero.
La misión del instituto es "construir una sociedad donde se respete la dignidad humana, se promuevan los derechos humanos, se respete la fe y la justicia, se compartan equitativamente los recursos económicos y naturales, se mantengan las relaciones internacionales basadas en principios que promuevan y respeten la vida humana, las personas y las instituciones en el poder responsable, y la excelencia académica se persigue con el objetivo de lograr el pleno potencial humano para el bien ".
HIPSIR publica el Boletín HIPSIR y el Diálogo de paz.